# Rosario, La Union
Rosario là một đô thị hạng 2 ở tỉnh La Union, Philippines. Theo điều tra dân số năm 2015, đô thị này có dân số 55.458 người trong.
Tuyến đường Marcos chạt từ thị xã này và kết thúc ở Thành phố Baguio.

## Các đơn vị hành chính
Rosario được chia ra 40 barangay.
| - Alipang - Ambangonan - Amlang - Bacani - Bangar - Bani - Benteng-Sapilang - Cadumanian - Camp One to Eight - Carunuan East - Carunuan West - Carunuan North - Carunuan South - Carunuan Looban - Carunuan Labasan | - Casilagan - Cataguingtingan - Concepcion - Damortis - Barangkas - Gumot-Nagcolaran - Inabaan Norte - Inabaan Sur - Moking - Nagtagaan - Nangcamotian - Nangkatarungan - Parasapas - Poblacion East | - Poblacion West - Puzon ti agregla - Rabong - San Jose - Marcos - Macapagal - Subusub - Tabtabungao - Tanglag - Tay-ac - Udiao - Villa Aday |